# The World After The Fall
The World After The Fall (titre d'origine : 멸망 이후의 세) est un manhwa coréen adapté du light novel éponyme de Sing Shong (SingNSong). Il est adapté en webtoon par S-Cynan à l'écriture et par Undead Gamja pour les illustrations depuis le 2 février 2022,.
C'est un webtoon de dark fantasy mêlant action, philosophie et introspection.

## Résumé
Alors que le monde s'effondre, un homme du nom de Jaehwan est projeté dans une structure énigmatique remplie de dangers : une immense tour où survie rime avec combat. Aux côtés d'autres survivants, il gravit les étages, déterminé à faire face au chaos. Quand une occasion se présente de tout recommencer en retournant dans le passé, il fait un choix radical : rester là où il est, convaincu que son rôle se joue dans le présent. Son objectif est clair : aller jusqu’au bout, là où personne n’a jamais mis les pieds, pour empêcher la fin de l’humanité.

## Fiche technique
- Titre original : Myeolmang Ihuui Segye / 멸망 이후의 세계
- Origine : Corée du Sud
- Date de sortie : 7 février 2022[7]
- Type : Manhwa
- Plateforme de diffusion : Webtoon, Naver[8]
- Genres : Action - Aventure - Fantastique - Fantasy - philosophie[9]
- Thèmes : Apocalypse - Apprentissage - Autre monde - Combats - Dragons - Démons - Magie - Monstres - Survival game
- Scénariste : S-Cynan
- Dessinateur : Undead Gamja[5]
- Auteur original : Sing Shong[5]
- Éditeur VO : Naver[8]
- Éditeur VF : Pika Édition[9]
- Nb chapitres VO : 169 (en cours)
- Nb chapitres VF : 157 (en cours)

## Référence philosophique
- Dans une conversation avec Mino, il évoque l'ontologie de Descartes. Il reviendra également dans la rencontre avec Big Brother.
- Le principe des présence des rois qui ont oublié la mort est une référence a Martin Heidegger.
- La deuxième moitié de l'Éveil, les origines des trois phases de la création font référence à Jean-Paul Sartre et Friedrich Nietzsche
- Pensée métaphysique pour soutenir la mise en particule du monde
- La Trahison de l'image de René Magritte, thème du dialogue entre la Mission Hoon et le Seigneur Seodam
- L'éveil dans l'Abysse, la vision inconnue du monde de Pyrrhon d'Élis
- Big Brother est un personnage central référence a 1984 de George Orwell

## Édition physique
The World After The Fall est publié en France par Pika Édition depuis le 19 juin 2024,, dans leur collection dédiée aux webtoons, Pika Wavetoon,,. Depuis cette date, cinq tomes sont disponibles en librairie distribuer par Hachette dans toutes la France,.
À ce jour, aucun chiffre de vente officiel n’a été communiqué concernant la version papier en France.
| Tome | Date de parution française | Pages | ISBN              |
| ---- | -------------------------- | ----- | ----------------- |
| 1    | 19/06/2024                 | 296   | 978-2-8116-8920-9 |
| 2    | 11/09/2024                 | 280   | 978-2-8116-8924-7 |
| 3    | 04/12/2024                 | 296   | 978-2-8116-8925-4 |
| 4    | 05/03/2025                 | 296   | 978-2-8116-8926-1 |
| 5    | 04/06/2025                 | 296   | 978-2-8116-9958-1 |
| 6    | 27/08/2025                 | 296   | 978-2-8116-9959-8 |
| 7    | 19/11/2025                 |       | 978-2-8116-9960-4 |

## Accueil
Depuis sa parution, le webtoon a atteint plus de 19,2 millions de lectures sur la plateforme Webtoon.